# Albanesi
Gli albanesi (in albanese shqiptarë) costituiscono un gruppo etnico stanziato nella parte sud-occidentale della penisola balcanica parlante la lingua albanese. Sono concentrati tradizionalmente in Albania, Kosovo, Macedonia del Nord e Montenegro; nei primi due Paesi gli albanesi rappresentano il gruppo etnico maggioritario. Comunità albanesi si sono stabilite poi nel corso del medioevo anche in Grecia (gli arvaniti) e in Italia meridionale (gli arbëreshë). Nel corso del XX secolo vaste comunità albanesi si sono stabilite in Turchia, Grecia, Italia, Germania e Svizzera. Di religione prevalentemente islamica, cospicue minoranze degli albanesi sono di religione cristiana cattolica e ortodossa. Il nazionalismo albanese identifica le regioni tradizionalmente a maggioranza albanese come "Albania etnica".

## Etnonimo
L'etnonimo shqiptarë deriva probabilmente dalla parola albanese shqip/shqiptoj, per indicare l'insieme di persone che parlano e pronunciano la stessa lingua. Da qui deriva il nome Shqiperia per chiamare l'Albania. Romanticamente il Paese è anche definito "Paese delle Aquile", in quanto shqiponj significa letteralmente aquila. Questo termine apparve solo durante la dominazione turca, sostituendo il nome originario Arbër e quindi Arbëria per l'Albania (da cui derivano arbëror o arbëreshë). La denominazione "albanesi" ha origine dalla gente illirica degli Albanoi, i quali vivevano nelle zone dell'Albania centrale. In epoca moderna essi sono conosciuti dagli altri popoli con i nomi di: albanski in slavo, alvanós in greco, arnavutlar in turco.

## Storia
Sull'origine degli albanesi ai diversi storici sono giunti poche fonti. La tesi sostenuta da diversi albanologi è quella di un'origine illirica. Visto che le fonti storiche non trattano di movimenti e migrazioni degli albanesi, che dovrebbero aver occupato quei territori, la tesi probabile è quella di una presenza autoctona sui Balcani. Inoltre, molti elementi culturali albanesi, hanno elementi comuni con altre culture presenti in quelle regioni, ed escludono un'origine fuori dai Balcani. Il Kanun per esempio, il codice che disciplinava gli albanesi, aveva punti condivisi con gli Illiri per quanto riguardava i clan. L'epos albanese, che è stato tramandato oralmente, ambientato intorno al VII e VIII secolo, tratta anche del grande influsso che hanno avuto le tribù di Slavi, e molte zone storiche nell'epos corrispondono a diverse regioni in Croazia, Montenegro, Kosovo e soprattutto nord dell'Albania.
Altre tesi sollevate che però non hanno ricollocamenti storici riguardanti la migrazione, sono quelle di una origine autoctona ma derivante da diverse tribù della Dacia o Tracia, e che avrebbero mantenuto la propria lingua, a differenza dei rumeni. Anche questa tesi però non si può portare fino in fondo, per la stessa mancanza di fonti incontrata nella tesi illirica.

## Distribuzione

### Europa

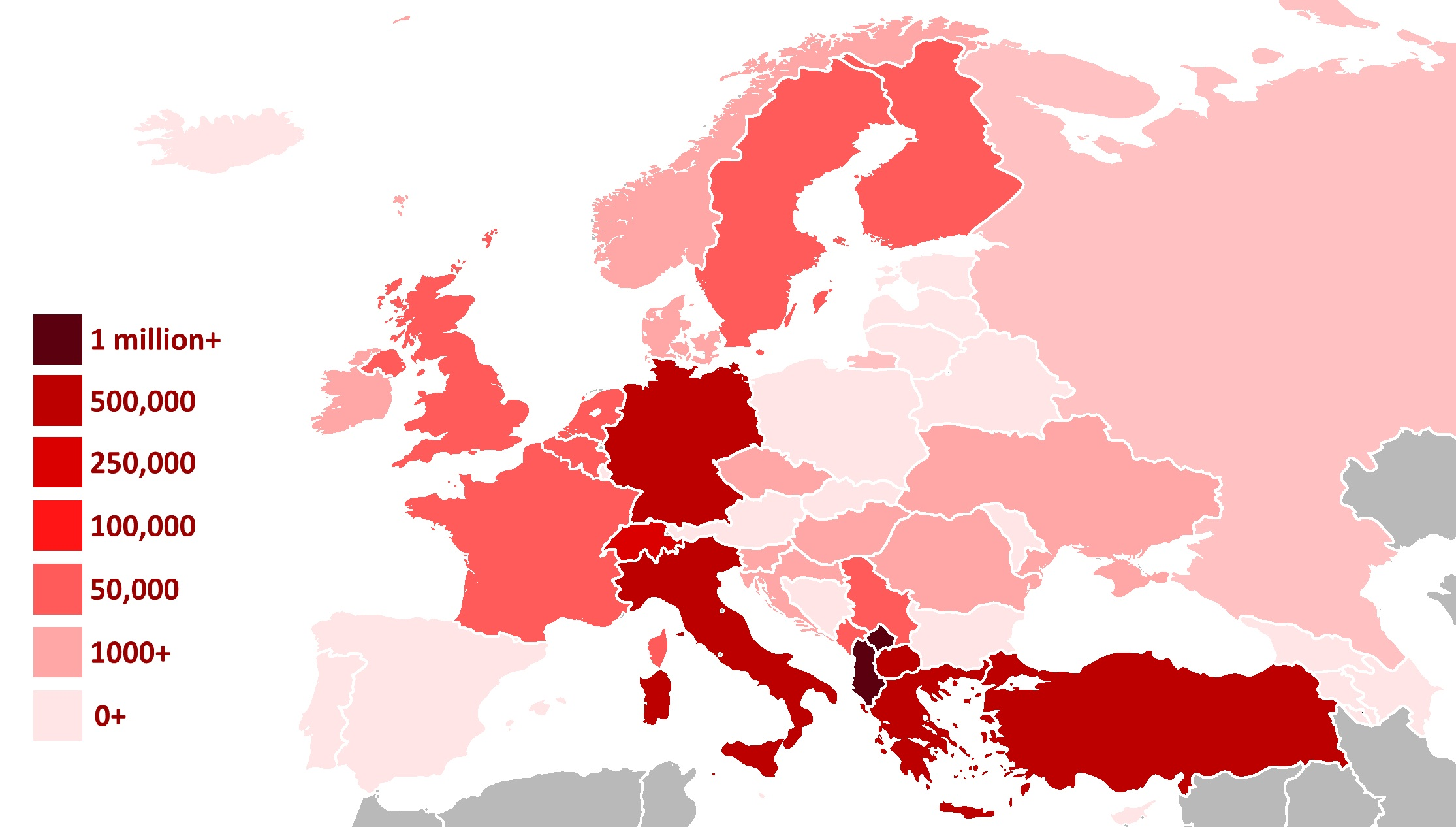
Distribuzione degli albanesi nei Paesi europei

Circa 10 milioni di albanesi si trovano all'interno della penisola balcanica; metà di essi risiede in Albania, mentre i rimanenti sono divisi tra Kosovo, Montenegro, Macedonia del Nord, Grecia e, in misura molto minore, Bosnia ed Erzegovina, Bulgaria, Croazia, Romania, Serbia e Slovenia. Circa 1,5 milioni sono, invece, gli albanesi che risiedono nel resto d'Europa, la maggior parte in Italia, Regno Unito, Germania, Svizzera, Svezia, Austria e Francia. L'Italia ha una minoranza storica albanese conosciuta con il nome di arbëreshë, sparsa in tutto il Mezzogiorno ma presente soprattutto in Calabria. L'immigrazione albanese in Italia è aumentata a partire dal 1991, in seguito alla caduta del comunismo.

#### Kosovo e Macedonia del Nord
In Kosovo vivono poco meno di due milioni di albanesi, mentre in Macedonia del Nord il numero stimato è intorno ai 500.000, ovvero un quarto dell'intera popolazione.
All'inizio degli anni 1990 il Kosovo diventò teatro di proteste popolari e scontri etnici tra albanesi e serbi. La situazione precipitò nel 1998 con la guerra del Kosovo; la questione e si conclude nel 2008 con la dichiarazione unilaterale dell'indipendenza dalla Serbia. Il conflitto nella Repubblica di Macedonia del 2001 contrappose invece gli albanesi e le autorità macedoni. La questione si risolse con la concessione di maggiore spazio agli albanesi all'interno della vita politica macedone e col riconoscimento ufficiale della lingua albanese accanto al macedone. Negli anni successivi si è assistito ad una riconciliazione tra le due etnie.

#### Italia

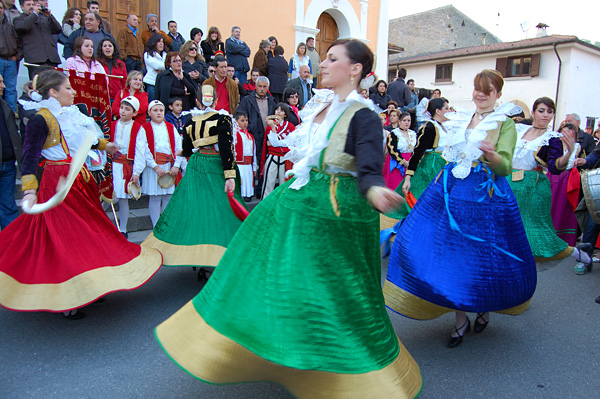
Donne arbëreshë durante la tipica vallja a San Basile, Calabria

La prima migrazione degli albanesi (al tempo denominati arbëreshë) avvenne subito dopo la morte di Giorgio Castriota Scanderbeg. Molti albanesi, non accettando la dominazione ottomana, emigrarono verso l'Italia meridionale, stabilendo numerose comunità note nel loro insieme come "Arberia". Gli arbëreshë conservano una variante arcaica della variante tosca della lingua albanese. Gli albanesi d'Italia appartengono maggiormente alla Chiesa cattolica italo-albanese, altri invece sono di religione cattolica secondo il rito latino. Gli arbëreshë hanno avuto il riconoscimento dallo stato italiano come minoranza etnica, contando 80.000 individui che parlano arbërisht. Membri della comunità costituirono nel XV secolo la Scuola di Santa Maria degli Albanesi a Venezia.
Una vasta migrazione si verificò a partire dagli anni 1990 dall'Albania verso l'Italia. Gli albanesi costituiscono oggi il secondo gruppo di stranieri in Italia dopo i rumeni.

### Medio Oriente

#### Turchia
Gli albanesi non sono riconosciuti come minoranza in Turchia. Secondo una stima circa cinque milioni di cittadini turchi hanno origini albanesi.

### Americhe e Oceania
Negli Stati Uniti il numero raggiunge i 500.000 secondo l'ultimo censimento degli Stati Uniti d'America, tenutosi nel 2006. Molti sono anche gli albanesi che vivono nell'America Latina, concentrati in Argentina, Brasile e Messico, sebbene il loro numero sia assai minore che negli Stati Uniti.
In Australia e Nuova Zelanda risiedono in totale 12.000 albanesi.

## Lingua

Distribuzione varianti della lingua albanese

La lingua parlata dagli albanesi è l'albanese, che costruisce un ramo a parte nella famiglia delle lingue indoeuropee. Tradizionalmente la lingua albanese si divide in due dialetti principali: ghego e tosco. Il dialetto ghego è parlato in Albania settentrionale, Kosovo, Macedonia del Nord e Montenegro, mentre il tosco si parla nell'Albania centro-meridionale, nella Macedonia del Nord meridionale e in Ciamuria.
Secondo alcuni studi la lingua albanese è ereditaria dell'idioma che parlavano gli illiri, antico popolo che viveva nei Balcani occidentali. In Albania la lingua ufficiale è il cosiddetto albanese standard, ovvero una lingua che fonde i due dialetti, anche se ha maggiori affinità, nella pronuncia e nella grammatica con il tosco, tanto da renderli difficilmente distinguibili. Anche il Kosovo ha adottato, come lingua ufficiale, l'albanese parlato in Albania, anche se, al di fuori dei media e delle scuole, nella vita quotidiana si parla il dialetto ghego, così come in Montenegro e in Macedonia.
Comunità storiche residenti soprattutto in Grecia (arvaniti) e in Italia (arbëreshë), ma anche in Croazia (arbanasi), in Ucraina, conservano l'uso quotidiano della lingua albanese.

## Religione
La prima religione monoteista che si diffuse nelle terre dell'Illiria fu il cristianesimo, che divenne in seguito la religione maggioritaria. Dopo il Grande Scisma del 1054, gli albanesi si trovarono divisi tra il cattolicesimo (maggioritario in Kosovo), e l'ortodossia. Durante la dominazione dell'Impero ottomano la maggior parte della popolazione albanese si convertì all'islam, mantenendo però anche le tradizioni originarie basate sul Kanun, testo di carattere laico che rimase in vigore fino all'inizio del XX secolo, facendo in modo che non esistessero grandi differenze culturali tra albanesi di diverse fedi né che vi fossero conflitti religiosi. La principale confraternita islamica che si radicò nei territori albanesi fu quella dei bektashi.
Nel corso del XX secolo il Regno albanese e poi la Repubblica Popolare Socialista d'Albania decisero di intraprendere la via della secolarizzazione. Nel 1967 fu proclamato in Albania l'ateismo di stato; tutte le confessioni cristiane e l'islam furono proibiti e la maggior parte dei luoghi di culto rasi al suolo o destinati ad altri scopi. La repressione religiosa si protrasse fino al 1991. In seguito al crollo del comunismo molti albanesi sono tornati alla pratica religiosa. I musulmani rappresentano oggi in Albania tra il 65% e il 70% della popolazione, un quarto dei quali bektashi, mentre i cristiani sono tra il 20% e il 25%. La maggioranza della popolazione in Albania, pur mantenendo un legame identitario con la propria religione, non è però praticante. Il 95% degli albanesi del Kosovo è musulmano, mentre i rimanenti sono perlopiù cattolici. In Macedonia del Nord i musulmani rappresentano invece la quasi totalità degli albanesi; a differenza degli albanesi dell'Albania, in gran parte secolarizzati, tra gli albanesi della Macedonia del Nord la pratica religiosa è molto più forte e radicata e l'islam rappresenta uno dei principali elementi identitari per la comunità.

## Cultura

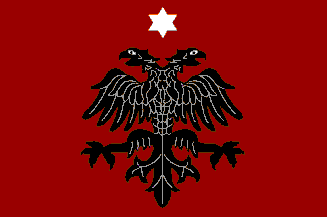
Antica versione della bandiera dell'Albania

Gli albanesi della diaspora fanno riferimento principalmente alla bandiera dell'Albania come simbolo nazionale; i colori nazionali sono tradizionalmente il rosso, il nero, il bianco e più raramente, il color oro. La stella a sei punte, la quale è stata usata ufficialmente per la prima volta da Scanderbeg, viene anch'essa considerata simbolo nazionale. Secondo varie interpretazioni la stella deriva dal simbolo del sole, che per gli Illiri era fonte della vita eterna. Nei tempi medievali la stella a sei punte divenne simbolo di Dio e più tardi dell'unità interreligiosa del popolo albanese.
Tra i costumi tradizionali spiccano la qeleshe, tradizionale copricapo di lana maschile di color bianco, e la xhubleta, abito tradizionale femminile, inserito nel 2022 dall'UNESCO nella lista del patrimonio culturale immateriale che necessita di urgente tutela.

## Galleria d'immagini

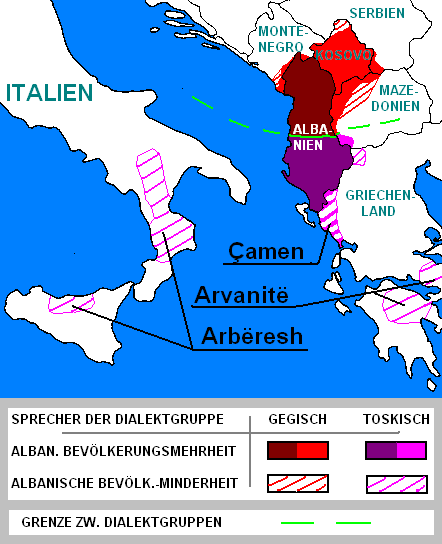
Distribuzione degli albanesi nel Sud-Est Europa e Sud Italia
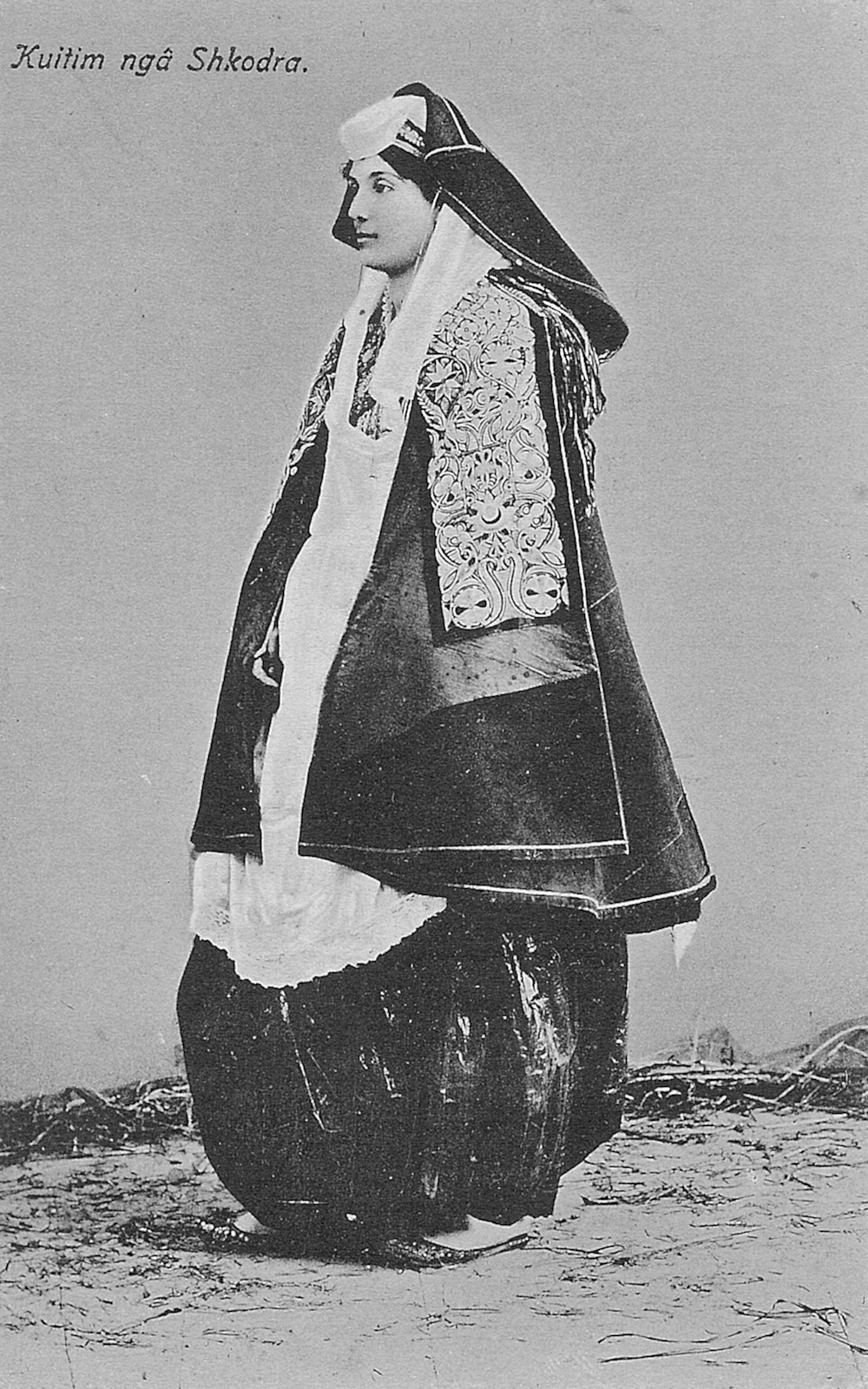
Donna cattolica albanese da Scutari, Albania
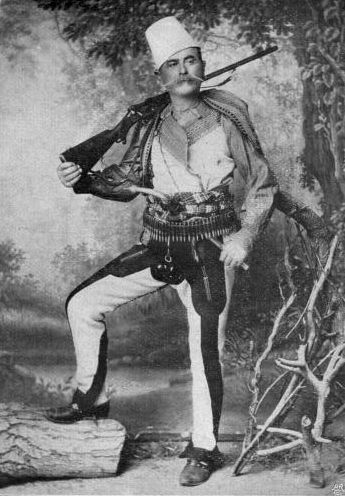
Uomo di Scutari in abiti tradizionali
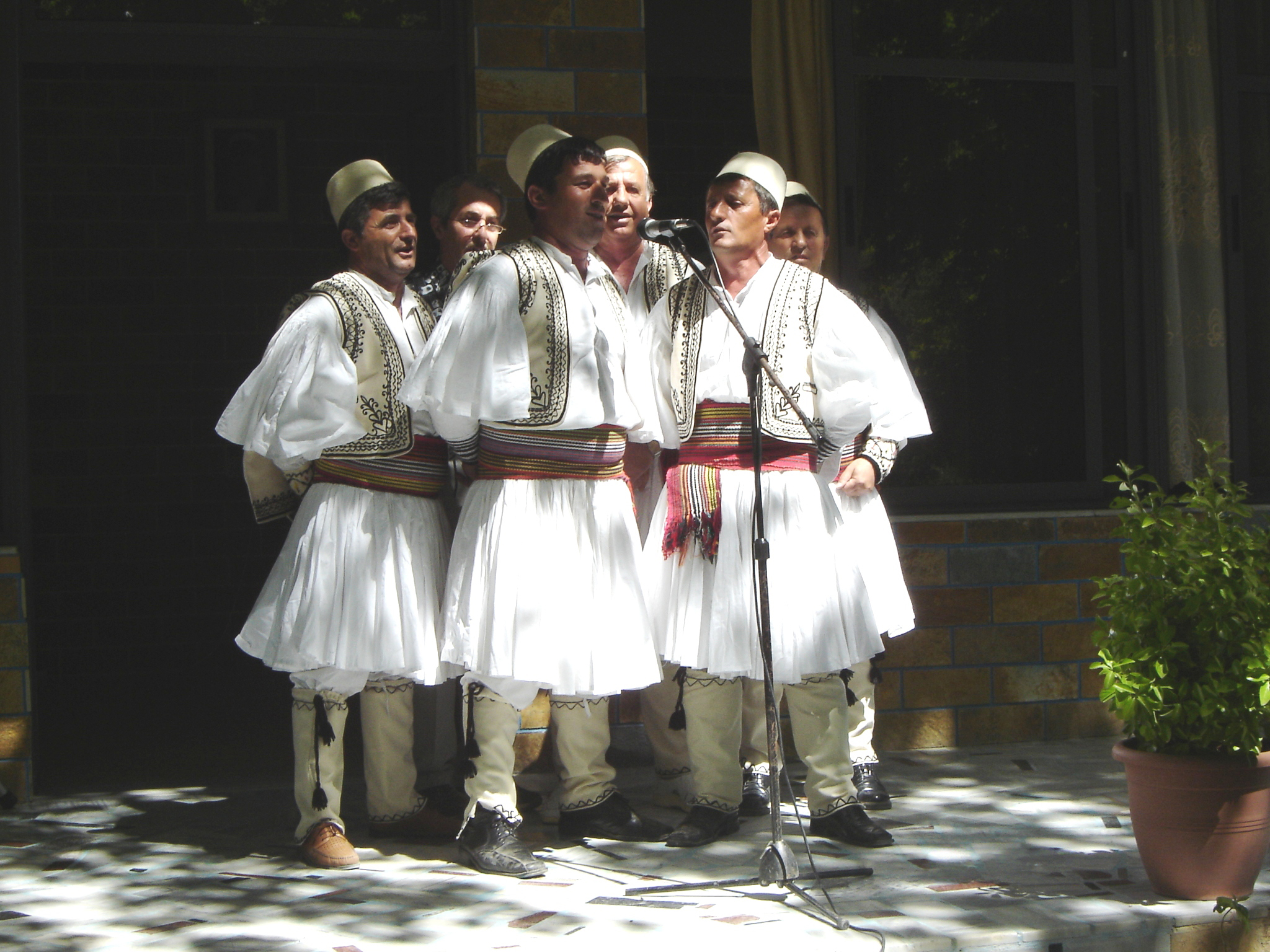
Gruppo folcloristico da Skrapar, Albania
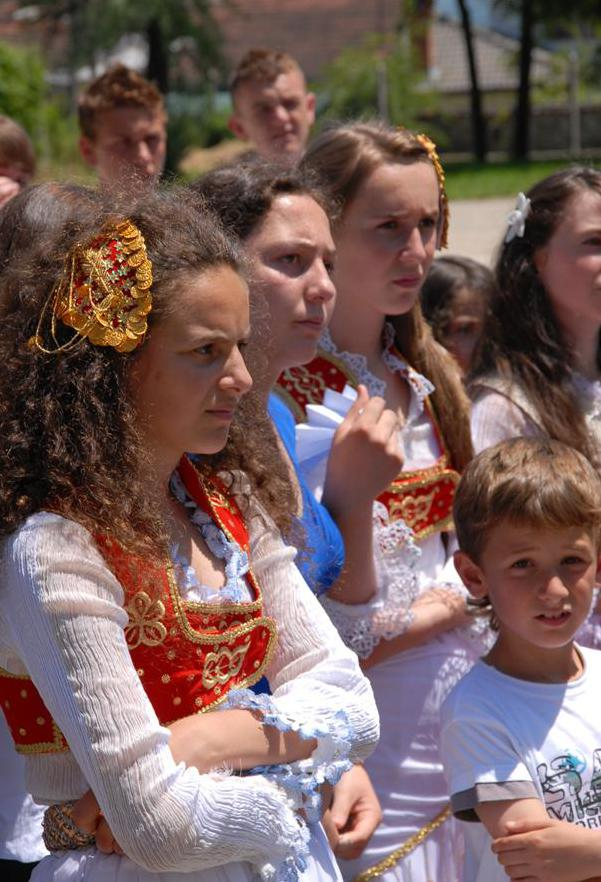
Albanesi in Macedonia del Nord
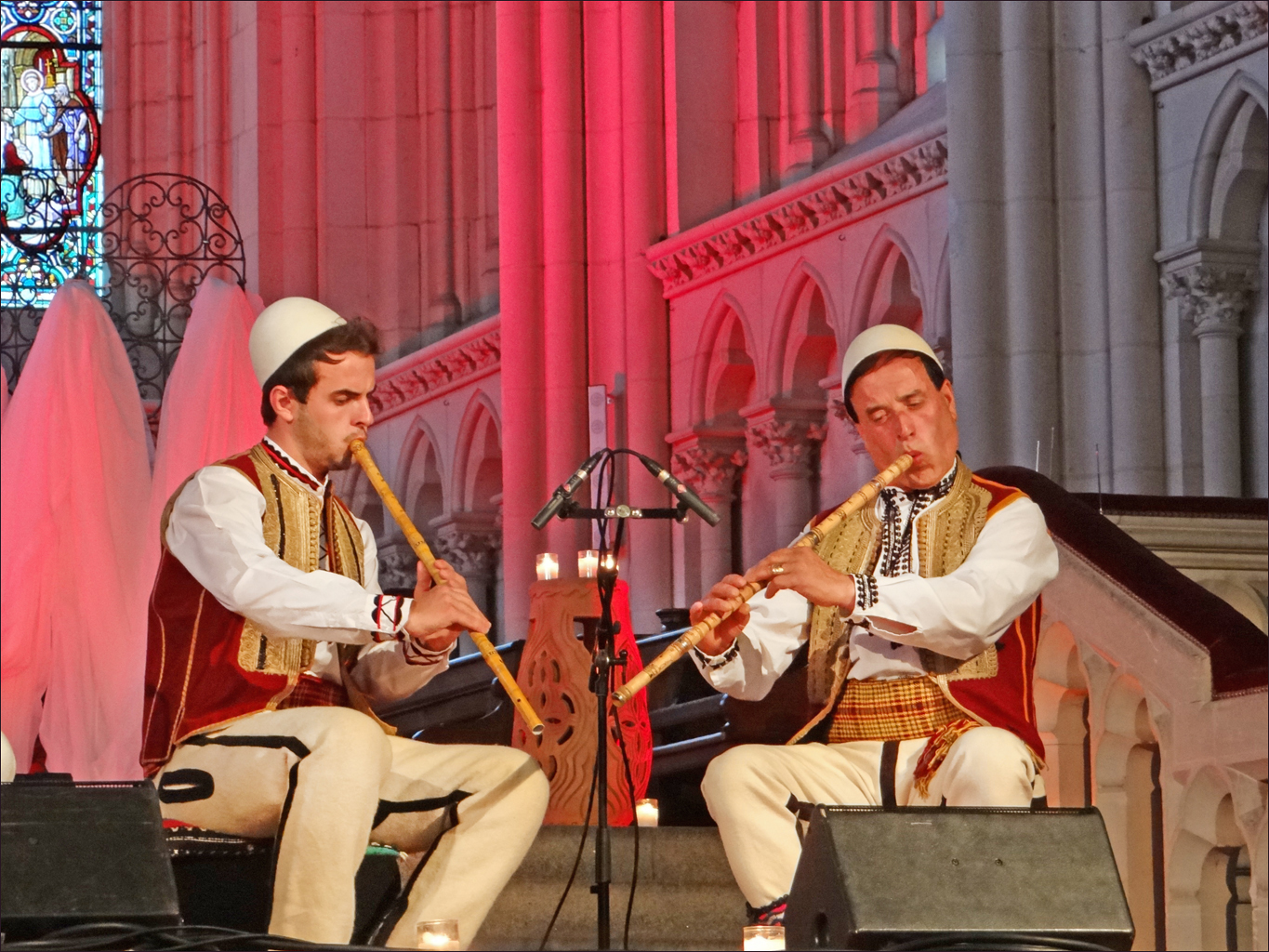
Pastori albanesi in Macedonia del Nord
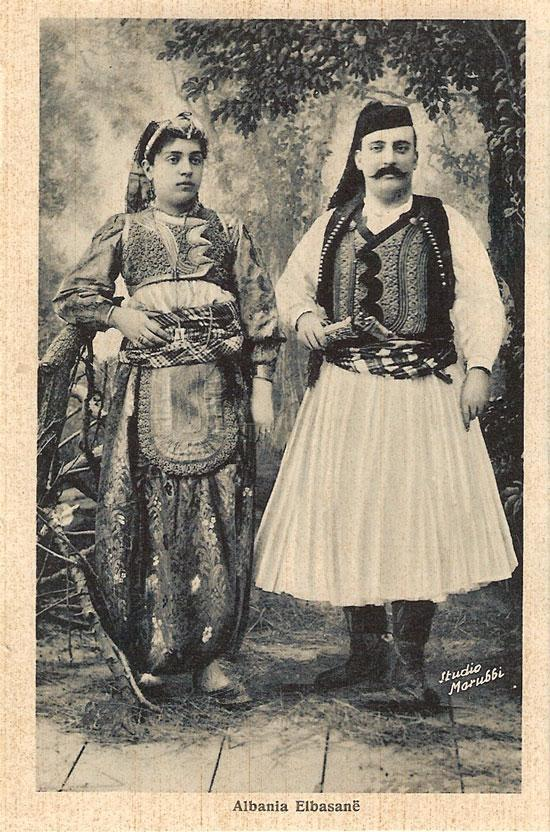
Coniugi di Elbasan, foto di Pjetër Marubi